# Fagmetodik
Fagmetodik er et fags særlige metoder. Det er netop indlæringen af disse fagspecifikke metoder, der er genstanden for fagmetodisk undervisning.
Eksempler på faglig metodik:
- Beskæring er en del af gartnerfagets metodik.
- Kildekritik er en del af historiefagets metodik.
- Anæstesi er en del af lægefagets metodik.